# 퐁토보
 퐁토보는 망슈주에 있는 프랑스의 소도시이다. 1944년 8월 1일 브르타뉴로 넘어가기 위해 미국 제8군단은 조지 패튼의 지휘 하에 이 도시를 점령했다.

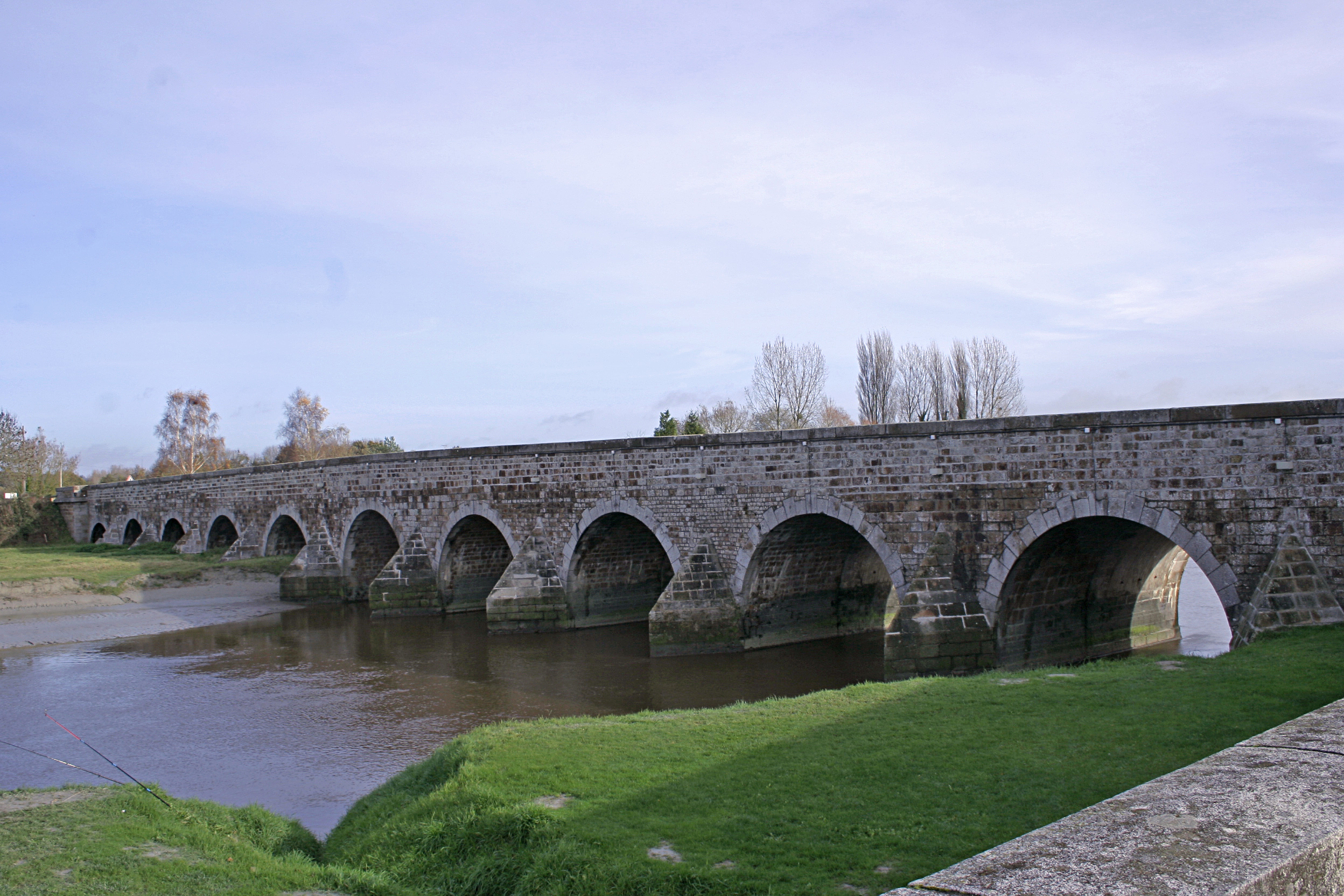
코브라 작전의 성공 이후 조지 패튼의 미국 제8군단은 브르타뉴로 가기 위해 퐁토보 다리를 건넜다.